# The Rising Tide
The Rising Tide (с англ. — «Восходящий поток») — четвёртый студийный альбом американской рок-группы Sunny Day Real Estate, выпущенный 20 июня 2000 года лейблом Time Bomb Recordings. После выхода концертного альбома Live группа покинула независимый лейбл Sub Pop ради крупного лейбла Time Bomb Recordings и превратилась из квартета в трио. Группа потратила месяц на работу над материалом, в результате чего получилось около 30 песен. Они начали запись в студии Dreamland Recording в Уэст-Херли, штат Нью-Йорк, с продюсером Лу Джордано в конце 1999 года. The Rising Tide — это альбом жанра арена-рок с элементами прогрессивного рока и симфонического рока; в текстах песен затрагиваются темы дождя, ангелам и океана. Отдельные композиции сравнивали с музыкой таких групп, как Rush, Yes и Doves, в то время как вокал фронтмена Джереми Иника сравнивали с вокалом Джона Андерсона из группы Yes и Боно из группы U2.
«One» был выпущен на альтернативном радио в мае 2000 года, а The Rising Tide последовал за ним 20 июня. Он достиг 97-го места в Billboard 200, а к сентябрю 2000 года в США было продано более 50 000 копий. Он получил в целом положительную реакцию музыкальных критиков, некоторые из которых высоко оценили производство Джордано и смену вокального стиля Иника. Он был раскручен на вечеринках и выступлениях в магазинах перед шестинедельным турне по Северной Америке. Ближе к концу года группа отправилась в очередные гастроли по США и планировала посетить Европу в начале 2001 года, однако поездка была отменена. В конце концов группа распалась в июне, сославшись на проблемы с работой менеджмента, рекламой и дистрибьюторской сделкой Time Bomb.

## Предыстория и производство
Sunny Day Real Estate выпустили свой третий альбом How It Feels to Be Something On в сентябре 1998 года на независимом лейбле Sub Pop. Альбом снискал успех у критиков; концертное шоу было записано в мае 1999 года и выпущено в октябре того же года под названием Live. Примерно в это же время группа записала демо, которое они планировали разослать заинтересованным продюсерам. Несмотря на расторжение контракта с Sub Pop, лейбл не позволил группе уйти, заставляя их выкупить свой релиз. Они подписали контракт с крупным лейблом Time Bomb Recordings, у которого был дистрибьюторский контракт с Arista Records. Хорнер сказал, что одна из причин, по которой они покинули Sub Pop, заключалась в том, что он не был «особо эффективным лейблом». Несмотря на добавление бывшего басиста The Posies Джо Скайуорда перед выпуском альбома How It Feels to Be Something On, группа вновь объединилась в тройку с Иником, играющим на басу. Хорнеру было легче писать материал в составе трио, который он сравнил с первыми днями группы, когда они втроём писали материал для своего дебютного альбома Diary (1994 г.). Лу Джордано посетил группу в Сиэтле, штат Вашингтон, и в течение месяца писал материал на джем-сейшнах. Группа потратила два-три месяца на то, чтобы записать около 30 песен, прежде чем приступить к предпроизводству.
Группа отправилась в студию Dreamland Recording в Уэст-Харли, штат Нью-Йорк, для записи в конце 1999 года; сессии завершились к февралю 2000 года. Джордано продюсировал сессии, в то время как группа в целом были сопродюсерами. Джордано также выступил в качестве инженера при содействии Сью Капа. В дополнение к своим обычным ролям, каждый участник группы также играл на разных инструментах: Иник играл на басу («Television»), фортепиано («Killed by an Angel», «Disappear», «Snibe», «Fool in the Photography», «Television» и заглавная песня), клавишные («Killed by an Angel», «Tearing in My Heart», «Faces in Disguise» и заглавная песня), вокодер («Snibe»), Меллотрон («The Ocean») и барабаны («Tearing in My Heart»); Хорнер играл на гавайской гитаре («Убит ангелом») и бас-гитара («Телевидение»); а Голдсмит играл на ударных («Snibe», «Fool in the Photography», «Television», «Faces in Disguise» и заглавная песня) и исполнял ведущие вокальные партии («The Ocean» и «Faces in Disguise»). Записи были сведены в начале 2000 года Джордано при содействии инженера Зака Блэкстоуна в студии Warehouse  в Ванкувере, Канада. Затем записи были обработаны Тедом Дженсеном в студии Sterling Sound в Нью-Йорке.

## Список композиций
Все тексты написаны Джереми Иником и Дэном Хэрнером, вся музыка написана группой Sunny Day Real Estate.
| №                   | Название                 | Длительность |
| ------------------- | ------------------------ | ------------ |
| 1.                  | «Killed by an Angel»     | 4:55         |
| 2.                  | «One»                    | 4:09         |
| 3.                  | «Rain Song»              | 4:03         |
| 4.                  | «Disappear»              | 4:09         |
| 5.                  | «Snibe»                  | 4:29         |
| 6.                  | «The Ocean»              | 4:50         |
| 7.                  | «Fool in the Photograph» | 4:09         |
| 8.                  | «Tearing in My Heart»    | 5:07         |
| 9.                  | «Television»             | 4:31         |
| 10.                 | «Faces in Disguise»      | 6:03         |
| 11.                 | «The Rising Tide»        | 5:37         |
| Общая длительность: | Общая длительность:      | 52:02        |

## Участники записи
Данные взяты из буклета альбома.
Sunny Day Real Estate
- Джереми Иник — вокал, гитара, бас-гитара (все треки, кроме 9-го), пианино (в треках 1, 4, 5, 7, 9 и 11), клавишные (в треках 1, 8, 10 и 11), «пол и колено» (в треке 3), вокодер (в треке 5), меллотрон (в треке 6), барабаны (в треке 8)

## Позиции в чартах
| Чарт (2000)         | Высшая позиция |
| ------------------- | -------------- |
| США (Billboard 200) | 97             |